# Šťavnatka dvoubarvá
Šťavnatka dvoubarvá (Hygrophorus persoonii),jinak také šťavnatka Persoonova, je vzácný druh houby z čeledi šťavnatkovité (Hygrophoraceae). V Červeném seznamu hub České republiky je druh uveden jako kriticky ohrožený.

## Znaky
Klobouk dorůstá 2–9 cm v průměru, tvarem přechází z polokulovitého na plošně rozložený, někdy až nálevkovitý. U mladých plodnic je nerozevřený klobouček obalen silnou slizovitou vrstvou. Pokožka je lesklá, oslizlá, jemně šupinkatá, hnědá, světle či šedě hnědá.
Lupeny jsou bílé až šedavé, u třeně jsou sbíhavé, na klobouku jsou poměrně řídce uspořádané. Výtrusný prach je bílý.
Třeň je 6–8 cm dlouhý, válcovitý nebo vřetenovitý, houbovitě vycpaný či dutý, přítomen slizovitý pásek dělící třeň na horní část - bílou, posetou bílými vločkami, a spodní část - hnědou, se žlutým nádechem, posetou slizkými, hnědými vločkami.
Dužnina je bílá, chuťově je mírná, voní nevýrazně.

## Užití
Jedlý druh.

## Ekologie
Tato šťavnatka roste velmi vzácně od srpna do listopadu v teplých oblastech na zásaditých, vápnitých substrátech, ze stromů preferuje duby, habry, lísky, a buky, výjimečně i borovice.

## Rozšíření
Druh je obecně rozšířen v Evropě, zejména v jejích západních oblastech.

## Galerie

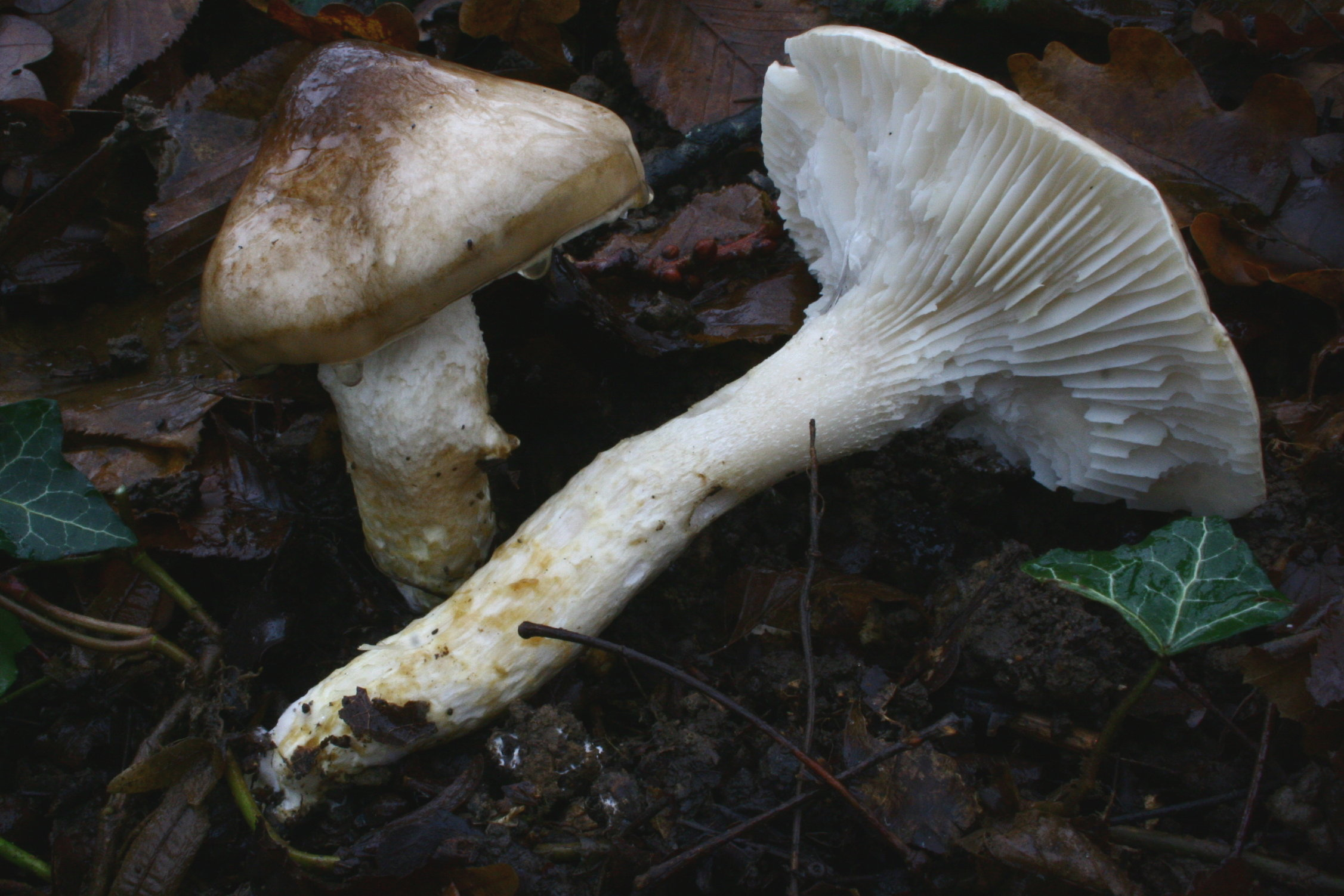
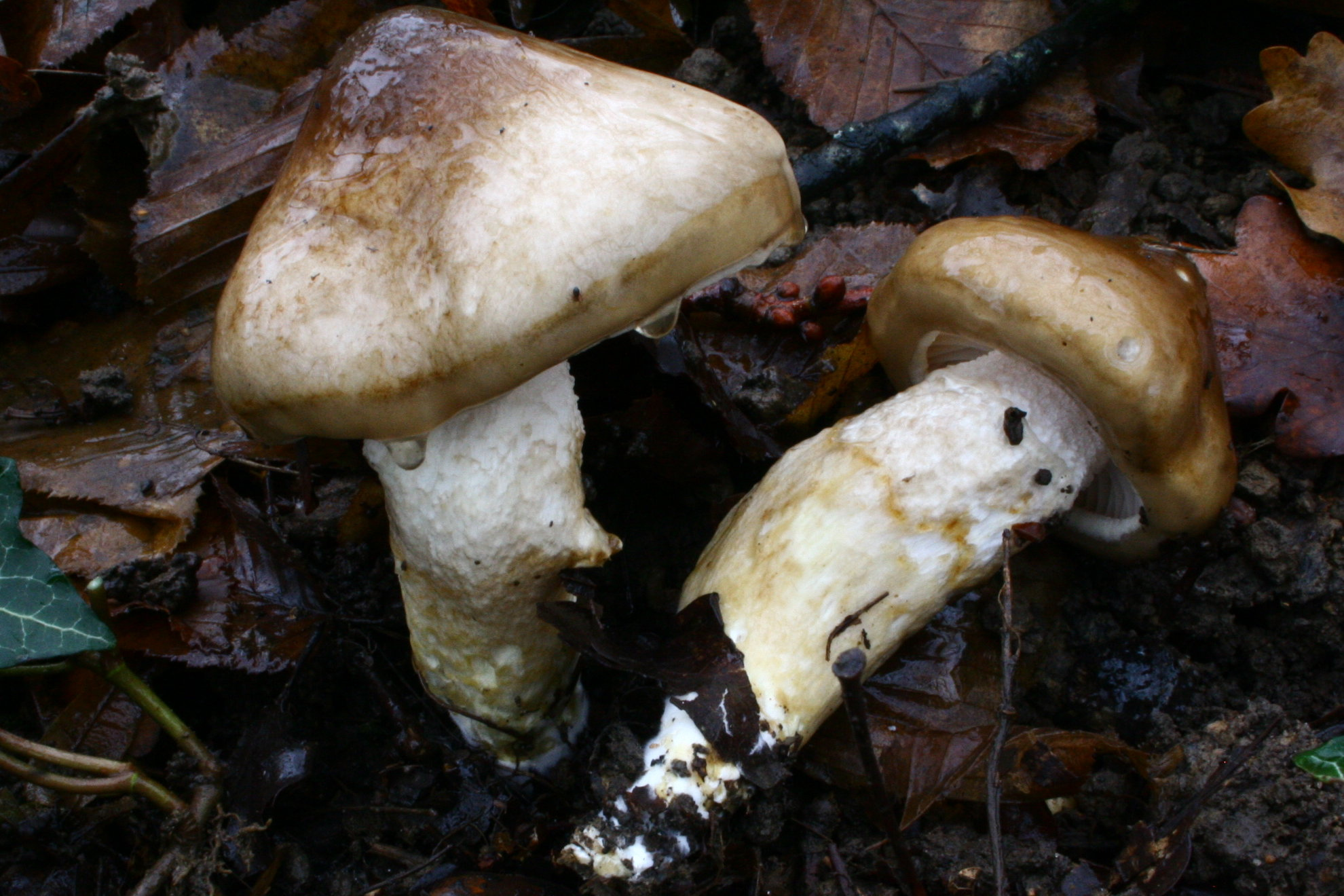

## Možnost záměny
- Šťavnatka olivově bílá (Hygrophorus olivaceoalbus)
- Šťavnatka hnědobílá (Hygrophorus latitabundus)